# Bill Walton
William Theodore Walton III, mais conhecido como Bill Walton (La Mesa, 5 de novembro de 1952 – San Diego, 27 de maio de 2024) foi um basquetebolista norte-americano que foi campeão da Temporada da NBA de 1985-86 jogando pelo Boston Celtics. Era um grande pivô em sua época e também foi campeão da nba na temporada 76-77, tendo a camisa 32 aposentada pelo Portland Trail Blazers, posteriormente.
É pai do ex-jogador e atual técnico da NBA, Luke Walton.

## Morte
Walton morreu em 27 de maio de 2024, aos 71 anos.

## Estatísticas na NBA
| † | Campeão da temporada     |
|   | Líder da Liga            |
|   | MVP da Temporada Regular |

#### Temporada Regular
| Ano      | Equipe        | PJ  | PT  | MPJ  | AP   | 3P   | LL    | RT   | AS  | BR  | TO  | PPJ  |
| -------- | ------------- | --- | --- | ---- | ---- | ---- | ----- | ---- | --- | --- | --- | ---- |
| 1974-75  | Portland      | 35  | ―   | 32.9 | .513 | ―    | .686  | 12.6 | 4.8 | 0.8 | 2.7 | 12.8 |
| 1975-76  | Portland      | 51  | ―   | 33.1 | .471 | ―    | .583  | 13.4 | 4.3 | 1.0 | 1.6 | 16.1 |
| 1976-77  | Portland †    | 65  | ―   | 34.8 | .528 | ―    | .697  | 14.4 | 3.8 | 1.0 | 3.2 | 18.6 |
| 1977-78  | Portland      | 58  | ―   | 33.3 | .522 | ―    | .720  | 13.2 | 5.0 | 1.0 | 2.5 | 18.9 |
| 1979-80  | San Diego     | 14  | ―   | 24.1 | .503 | ―    | .593  | 9.0  | 2.4 | 0.6 | 2.7 | 13.9 |
| 1982-83  | San Diego     | 33  | 32  | 33.3 | .528 | ―    | .556  | 9.8  | 3.6 | 1.0 | 3.6 | 14.1 |
| 1983-84  | San Diego     | 55  | 46  | 26.8 | .556 | .000 | .597  | 8.7  | 3.3 | 0.8 | 1.6 | 12.1 |
| 1984-85  | L.A. Clippers | 67  | 37  | 24.6 | .521 | .000 | .680  | 9.0  | 2.3 | 0.7 | 2.1 | 10.1 |
| 1985-86  | Boston †      | 80  | 2   | 19.3 | .562 | ―    | .713  | 6.8  | 2.1 | 0.5 | 1.3 | 7.6  |
| 1986-87  | Boston        | 10  | 0   | 11.2 | .385 | ―    | .533  | 3.1  | 0.9 | 0.1 | 1.0 | 2.8  |
| Carreira | Carreira      | 468 | 117 | 28.3 | .521 | .000 | .660  | 10.5 | 3.4 | 0.8 | 2.2 | 13.3 |
| All-Star | All-Star      | 1   | 1   | 31.0 | .429 | ―    | 1.000 | 10.0 | 2.0 | 3.0 | 2.0 | 15.0 |

#### Playoffs
|  | MVP das Finais |

| Ano      | Equipe     | PJ | PT | MPJ  | AP   | 3P   | LL   | RT   | AS  | BR  | TO  | PPJ  |
| -------- | ---------- | -- | -- | ---- | ---- | ---- | ---- | ---- | --- | --- | --- | ---- |
| 1977     | Portland † | 19 | ―  | 39.7 | .507 | ―    | .684 | 15.2 | 5.5 | 1.1 | 3.4 | 18.2 |
| 1978     | Portland   | 2  | ―  | 24.5 | .611 | ―    | .714 | 11.0 | 2.0 | 1.5 | 1.5 | 13.5 |
| 1986     | Boston †   | 16 | 0  | 18.2 | .581 | .000 | .826 | 6.4  | 1.7 | 0.4 | 0.8 | 7.9  |
| 1987     | Boston     | 12 | 0  | 8.5  | .480 | ―    | .357 | 2.6  | 0.8 | 0.3 | 0.3 | 2.4  |
| Carreira | Carreira   | 49 | 0  | 24.4 | .525 | .000 | .673 | 9.1  | 3.0 | 0.7 | 1.7 | 10.8 |

### Basquete universitário
| Ano      | Equipe   | PJ | PT | MPJ | AP   | 3P | LL   | RT   | AS  | BR | TO | PPJ  |
| -------- | -------- | -- | -- | --- | ---- | -- | ---- | ---- | --- | -- | -- | ---- |
| 1971–72  | UCLA †   | 30 | ―  | ―   | .640 | ―  | .704 | 15.5 | ―   | ―  | ―  | 21.1 |
| 1972–73  | UCLA †   | 30 | ―  | ―   | .650 | ―  | .569 | 16.9 | ―   | ―  | ―  | 20.4 |
| 1973–74  | UCLA     | 27 | ―  | ―   | .665 | ―  | .580 | 14.7 | 5.5 | ―  | ―  | 19.3 |
| Carreira | Carreira | 87 | ―  | ―   | .651 | ―  | .642 | 15.7 | 5.5 | ―  | ―  | 20.3 |

## Prêmio e Homenagens

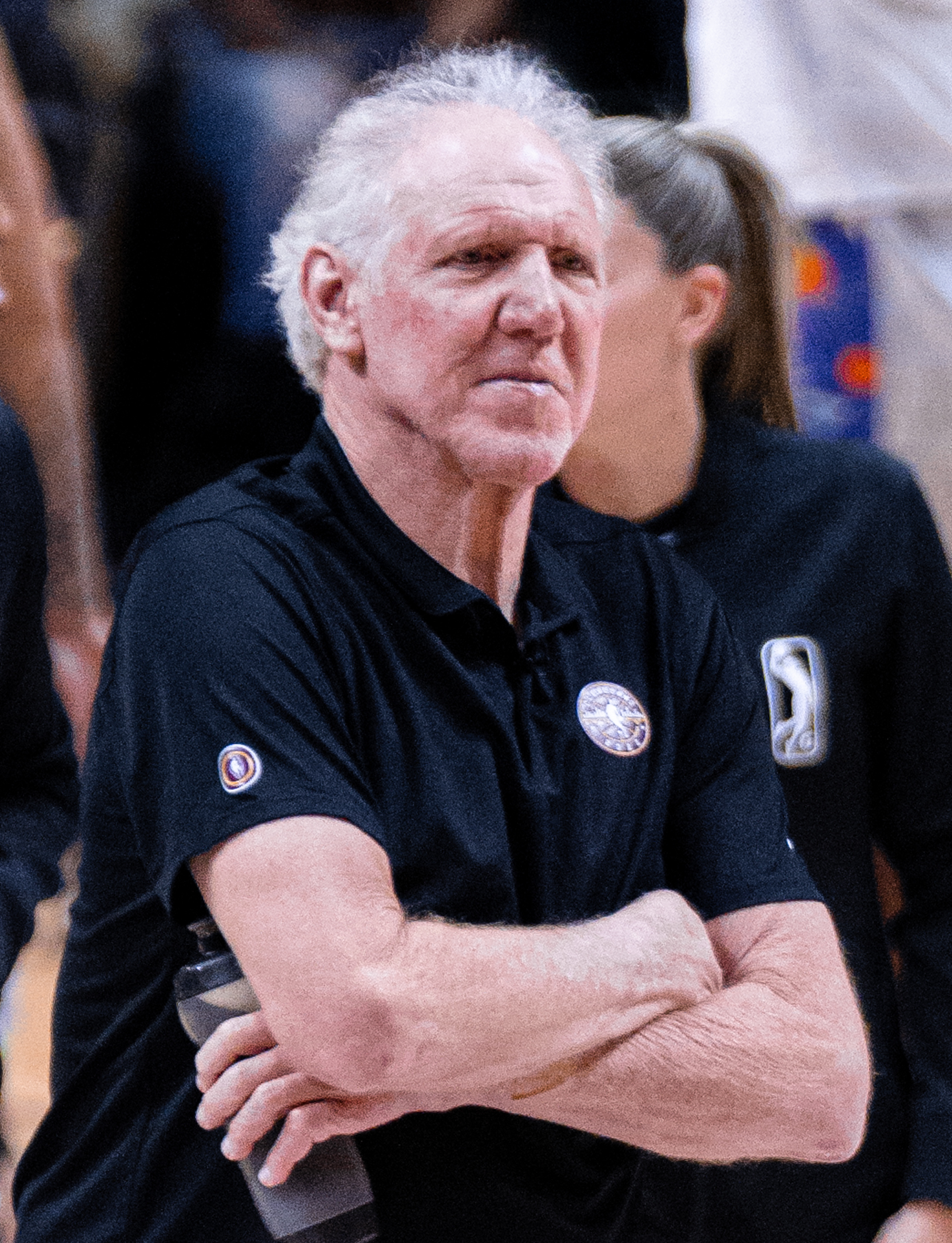
Bill Walton no All-Star Game de 2022.

- Membro do Naismith Basketball Hall of Fame: 1993
- National Basketball Association:
  - 2x Campeão da NBA: 1977 e 1986
    - NBA Finals Most Valuable Player (MVP das Finais): 1977

  - NBA Most Valuable Player (MVP): 1978
  - NBA Sixth Man of the Year : 1986
  - 2x NBA All-Star: 1977 e 1978
  - 2x All-NBA Team:
    - Primeiro Time: 1978
    - Segundo Time: 1977

  - 2x NBA All-Defensive Team:
    - Primeiro Time: 1977 e 1978

  - Maior Reboteiro da NBA: 1977
  - Líder em tocos/bloqueios da NBA: 1977
  - Um dos 50 grandes jogadores da história da NBA
  - Um dos 75 maiores jogadores da história da NBA
  - Número 32 aposentado pelo Portland Trail Blazers

### College
- National Collegiate Basketball Hall of Fame: 2006
- 2x Campeão da NCAA: 1972 e 1973
- 3x Naismith College Player of the Year: 1972, 1973 e 1974
- 3x Melhor Jogador da NCAA: 1972, 1973 e 1974
- 2x MVP das Finais da NCAA: 1972 e 1973
- 2x Prêmio da Associated Press de melhor jogador do College: 1972 e 1973
  - 3x All-American:
    - Primeiro time: 1972, 1973 e 1974
- Prêmio James E. Sullivan: 1973
  - Número 32 aposentado por UCLA